# 우나나가라 하타다타
우나나가라 하타다타(Unhanagara Hatthadatha, 629년 ~ 696년 10월 2일)는 아누라다푸라 왕국 모리야 왕조의 마지막(제26대) 군주였다.

## 생애
그는 왕국의 왕족 종실 일원으로서 특히 그의 친가 왕실에서 왕족 남자 종실의 처형이 형수를 겸하고 제수씨가 처제를 겸하며 그뿐 아니라 또한 왕족 남자 종실의 삼촌이 이모부를 겸하고 숙모가 이모를 겸하는 등 왕실 겹사돈 친인척(親姻戚)을 이룬 그야말로 특이한 아누라다푸라 왕국 왕실 겹사돈 집안을 성립하였는데 그의 아버지는 본부인 1명(소생 3남 3녀)과 측실 4명(첫째 측실 소생 1남 3녀, 둘째 측실 소생 1남 1녀, 셋째 측실 소생 3남 1녀)과 사이에 슬하 8남 8녀(16남매)를 두었는데 그는 자신의 아버지의 자녀 8남 8녀 중에서 서륙자(庶六子)이자 열두번째였다. 그는 673년 5월 6일, 배다른 적형(異服 嫡兄)인 아가보디 4세 군주가 보령 57세로 등극을 하는 것을 목도하였고 3년 후 676년 아가보디 4세에게 왕태제(王太弟)로 책봉되었으며 689년 5월 21일, 배다른 형 아가보디 4세 군주가 향년 73세로 붕어하자 이복 적형(대행군주 아가보디 4세)의 국상(國喪) 및 국장(國葬)을 집행키 위하여 2년 남짓 대리집정 수행을 하였으며 691년 5월 21일을 기하여 보령 62세로 보위 등극하였고 같은 해 691년 6월 11일, 배다른 조카 마나바나 공(公)을 후계자(後繼者)로 전격 책립하였으며 691년 9월 23일을 기하여 이복 서얼 조카 마나바나 공(公)에게 보위를 선양(禪讓)하여 보위 등극한지도 넉 달 만에 전격 퇴위하였고 결국 마나바나 공(公)이 새 보위에 등극함으로 인하여 아누라다푸라 왕국의 모리야 왕조가 종식 선언되었으며 이후부터 그는 691년 9월 23일부터 696년 10월 2일 훙서할때까지 5년 남짓을 상왕(上王)으로 전향하여 있으면서 상왕궁(上王宮)에서 정원 잔디깎기 및 화초 기르기 등으로 소일하다가 696년 10월 2일을 기하여 상왕궁(上王宮)에서 말라리아로 인하여 향년 67세로 훙서(서거)하였다. 그의 장례는 아누라다푸라 왕국의 국상(國喪) 및 국장(國葬)으로 성대히 거행되었다.

## 같이 보기
- 스리랑카의 역사